# ゴディエ・ジュヌー
ゴディエ・ジュヌー（Godier Genoud ）は、フランスのオートバイメーカーである。主に川崎重工業（カワサキ）製オートバイをカスタム化して製造販売を行なっている。
創業者はジョルジュ・ゴディエ（Georges Godier ）とアラン・ジュヌー（Alain Genoud ）。1974年、1975年のヨーロッパ耐久レースの優勝者であった2人がレースのノウハウを生かして1975年に創業した。本社はパリから600km東部のサン＝ジュリアン＝ベイシュヴェルにある。1983年と1984年にフランスのプロダクションレースでチャンピオンとなるなどで得た耐久レースのノウハウを元にトータルバランスを第一にした製品を送り出している。

## ラインナップ
- 1000GG02R MOTO TOUR 2005
- 1000GG
- 1135R
- 1300GG
- 650Raid
- GG650R
- Z650GG
- ZXR1000
- ZX-10 Tomcat GG
- ZZR1100GG
- 1100ZR
- ZXR7
- ZX9R
- GG1000 Turbo
- GGYZF750
- Black Sonia

## フラグシップ

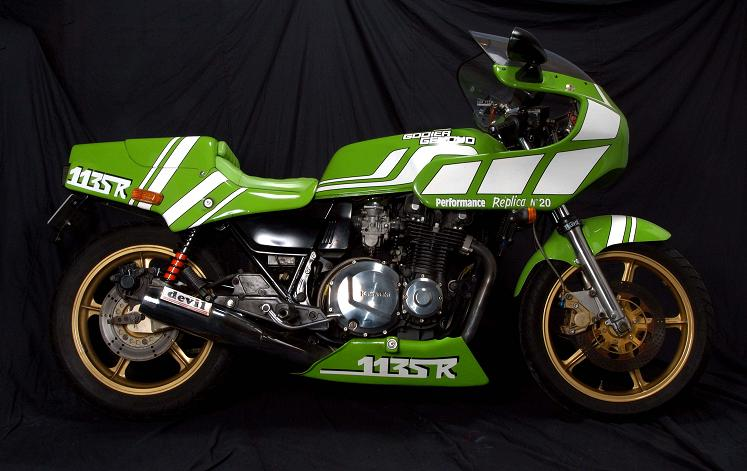
1135R

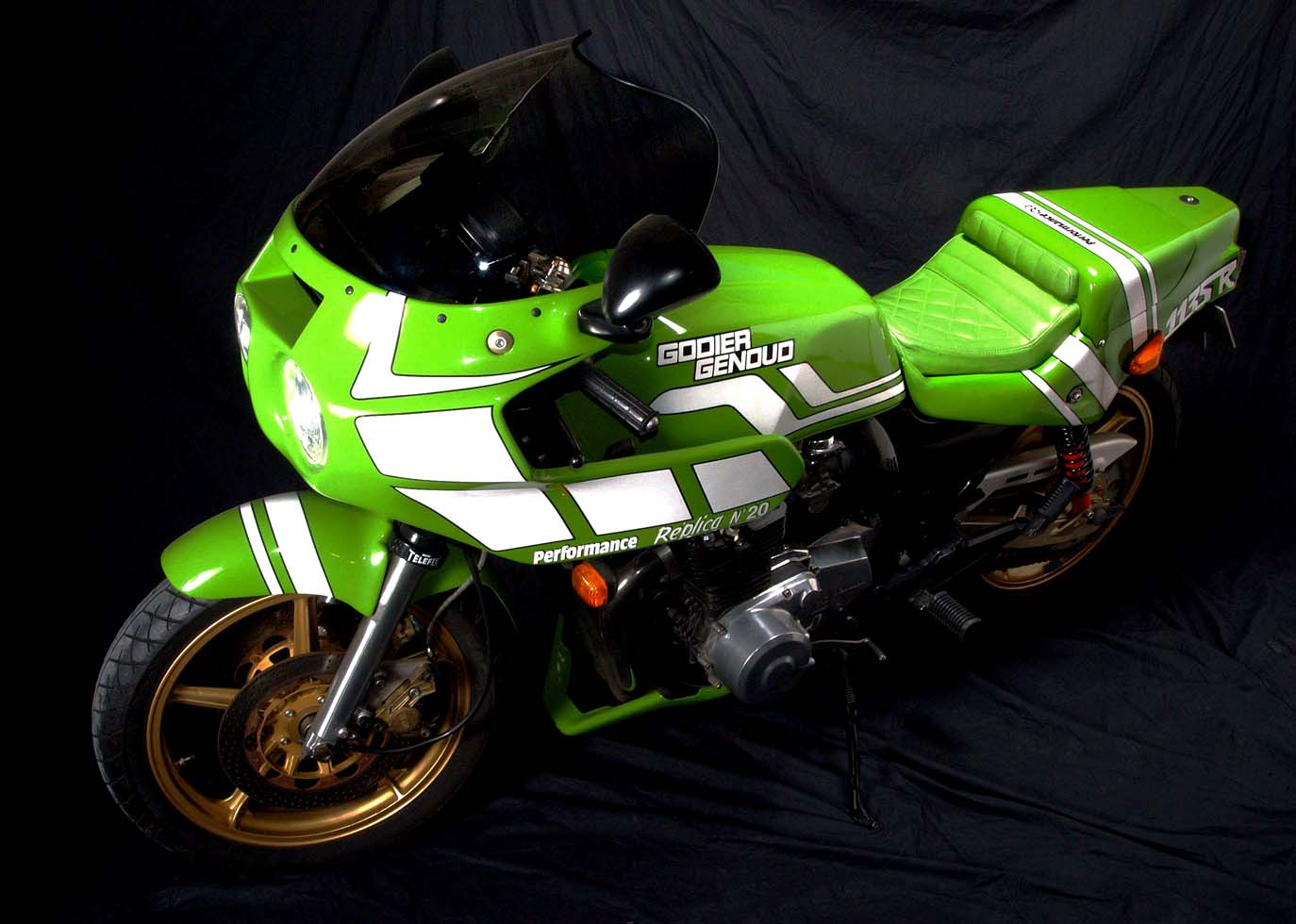
1135R

代表的なモデルは「パフォーマンスレプリカ」とも呼ばれている1135Rである。
カワサキ製Z1000Jをパフォーマンス社1982年製ワークス耐久マシンに則してカスタマイズ。ビキニカウル、デビルの4into1集合マフラー、ダイマグのマグネシウムホイール、シビエのデュアルヘッドライトを与えられ、ネーミングが示す通り排気量を1,000ccから1,135ccに拡大。フレーム・足周り・冷却系・ブレーキ関係などを強化して販売された。最も人目を引くオリジナルからの変更点は、パフォーマンスレプリカの名が表す通りに耐久レースのパフォーマンス社レーサーとほぼ同じシルエット、そしてカワサキのイメージカラーであるライムグリーンに塗られた車体であった。
非常に手作り感のあるバイクで、1台ごとに細かい部品は随分異なっており、年式では無く製造順に塗装パターンも頻繁に変わっている。
一見するとシングルシートで乗車定員1名に見えるが、シートストッパー部分を取るとタンデムシートが顔を出して乗車定員2名になる。しかし全てがタンデムになるわけではなく、少数ながら個体によっては完全なシングルシート仕様も存在する。
この車種は世界的にも珍しい特徴として、アッパーカウル側面下部にシリアルナンバーの記載がある。写真の車両は "No 20" とあるので製造20台目を表している。製造開始は1983年。総生産数約250台。一説には300台程度は生産されていたとの情報もあり。
2006年よりフランス本社で“復刻版”の1135Rが受注で再生産開始。日本においてもゴディエ・ジュヌーからブランド使用許可を得たメーカーがノックダウン生産を開始している。カウルにペイントされたシリアルナンバーが以前からの加算ではなく、再びファーストナンバーの "1" から始まっている。ただし実際の製造ナンバーの前に "00-" と付けて、初めから3桁表記にしている。以前からの加算を避けたのはゴディエ・ジュヌー社でも正確な総生産台数が把握できていないのが原因だと思われる【メーカーと密接な現地ファンクラブも把握せず】、ナンバーの重複や年式や製造過程での混同を避けるための差別化の意味もあると思われる。
なお発1984年売当時斬新過ぎると言われたスタイリングで日本での評価は低かったが、近年においては多くのライダーに支持され、外見だけを模したモデルが国内で多数作成されている。日本に輸入された数は正規・並行合わせて20台程だと言われているが、それよりかなり多い車が走っているという光景が見受けられる。

### 主要諸元（フランス仕様）
- 空冷4サイクル4気筒（2バルブ）
- 総排気量：1,135cc
- ボア×ストローク：74×66
- 圧縮比：9.2:1
- 最高出力：120PS/8,500rpm
- 最大トルク：9.7mkg/7,000rpm
- トランスミッション：5速
- 軸距：1,540mm
- タンク容量：21.4l
- 始動方式：セルモーター
- 最高速度：260km/h
- 乾燥重量：208kg
- 燃費（参考）：5.9l/100km
- 価格（当時・参考）：2,400,000円